# Zdeněk Bečka
Zdeněk Bečka (* 20. června 1970) je bývalý český fotbalový obránce, později trenér. Po skončení aktivní kariéry trénoval v nižších soutěžích a u mládeže. Od dubna 2017 do června 2017 byl dočasně hlavním trenérem A-týmu FC Viktoria Plzeň, když nahradil odvolaného Romana Pivarníka (předtím působil jako jeho asistent). V současnosti zastává v AC Sparta Praha pozici asistenta trenéra.
Má syny Zdeňka, Patrika a Daniela.

## Hráčská kariéra
V české lize hrál za FC Viktoria Plzeň, FK Viktoria Žižkov a SFC Opava. V české lize nastoupil ve 192 utkáních a dal 10 gólů. Dále hrál za SC Xaverov Horní Počernice.

### Ligová bilance
| Ročník                          | Zápasy | Góly | Klub               |
| ------------------------------- | ------ | ---- | ------------------ |
| 1. česká fotbalová liga 1993/94 | 24     | 2    | FC Viktoria Plzeň  |
| 1. česká fotbalová liga 1994/95 | 27     | 0    | FC Viktoria Plzeň  |
| 1. česká fotbalová liga 1995/96 | 29     | 2    | FC Viktoria Plzeň  |
| 1. česká fotbalová liga 1996/97 | 15     | 1    | FC Viktoria Plzeň  |
| 1. česká fotbalová liga 1996/97 | 11     | 2    | FK Viktoria Žižkov |
| Gambrinus liga 1997/98          | 27     | 2    | FK Viktoria Žižkov |
| Gambrinus liga 1998/99          | 12     | 1    | FK Viktoria Žižkov |
| Gambrinus liga 1998/99          | 14     | 0    | FC Viktoria Plzeň  |
| Gambrinus liga 2000/01          | 22     | 0    | FC Viktoria Plzeň  |
| Gambrinus liga 2001/02          | 11     | 0    | SFC Opava          |
| CELKEM                          | 192    | 10   |                    |

## Trenérská kariéra
Po skončení aktivní hráčské kariéry trénoval dorost Viktorie Plzeň, působil jako asistent trenéra Stanislava Levého ve Viktorii Plzeň a ve Zlíně, byl rovněž asistentem kouče Zdeňka Michálka v třetiligových Domažlicích. Působil i jako hlavní trenér divizního klubu FK Tachov. V sezoně 2011/12 jej angažoval albánský klub KF Skënderbeu Korçë jako asistenta trenéra Stanislava Levého, s týmem společně získali ligový titul a dostali se do finále albánského poháru.

Začátkem dubna 2017 se stal dočasně hlavním trenérem A-týmu FC Viktoria Plzeň, když nahradil odvolaného Romana Pivarníka (předtím působil jako jeho asistent, i asistent předchozích trenérů Dušana Uhrina, Miroslava Koubka a Karla Krejčího). V létě 2017 post hlavního kouče plzeňského A-týmu předal Pavlu Vrbovi. S Pavlem Vrbou nadále působil v roli asistenta trenéra v bulharském PFK Ludogorec Razgrad a od únoru roku 2020 v AC Sparta Praha.